# Вовковия (річка)
Вовковия, Колосовщизна — річка у Вовковиському районі/, Гродненська область, Білорусь. Права притока Росі (басейн Німану).

## Опис
Довжина річки 14 км, похил річки 4,4 м/км, площа басейну водозбору 68 км².

## Розташування
Бере початок біля містечка Войтковичі. Тече переважно на південний захід через місто Вовковиськ і на його північно-західній частині впадає в річку Рось, ліву притоку Німану.

## Цікаві факти
- У XIX столітті на річці існувало 6 водяних млинів[2].